# John Beasley (cestista)
John Michael Beasley (Texarkana, 5 febbraio 1944 – 23 novembre 2022) è stato un cestista statunitense, professionista nella ABA.

## Carriera
Venne selezionato dai Boston Celtics al quinto giro del Draft NBA 1966 (45ª scelta assoluta).

## Statistiche
| * | Primo nella lega |

### ABA

#### Regular Season
| Anno      | Squadra           | PG  | PT | MP   | TC%  | 3P%  | TL%  | RP   | AP  | PRP | SP  | PP   |
| --------- | ----------------- | --- | -- | ---- | ---- | ---- | ---- | ---- | --- | --- | --- | ---- |
| 1967-1968 | Dallas Chaparrals | 77  |    | 36,9 | 49,2 | 0,0  | 84,2 | 12,8 | 1,5 |     |     | 19,7 |
| 1968-1969 | Dallas Chaparrals | 78  |    | 39,1 | 48,8 | 30,0 | 82,6 | 10,6 | 1,4 |     |     | 19,3 |
| 1969-1970 | Dallas Chaparrals | 84* |    | 36,5 | 49,9 | 37,5 | 81,8 | 12,0 | 1,6 |     |     | 18,3 |
| 1970-1971 | Texas Chaparrals  | 83  |    | 32,4 | 49,7 | 27,6 | 82,8 | 9,2  | 1,8 |     |     | 15,9 |
| 1971-1972 | Dallas Chaparrals | 12  |    | 22,3 | 49,4 | 0,0  | 82,8 | 7,5  | 1,1 |     |     | 9,0  |
| 1971-1972 | Utah Stars        | 58  |    | 10,6 | 45,2 | 34,8 | 80,4 | 3,4  | 0,4 |     |     | 3,9  |
| 1972-1973 | Utah Stars        | 71  |    | 13,2 | 51,3 | 32,6 | 88,6 | 3,7  | 0,6 |     |     | 7,3  |
| 1974-1975 | Utah Stars        | 43  |    | 11,2 | 41,4 | 34,4 | 90,9 | 2,8  | 0,4 | 0,2 | 0,2 | 4,2  |
| Carriera  | Carriera          | 506 |    | 27,6 | 49,1 | 31,6 | 83,1 | 8,4  | 1,2 | 0,2 | 0,2 | 13,7 |

#### Massimi in carriera
Regular Season
- Massimo di punti: 45 vs Miami Floridians (22 marzo 1970)
- Massimo di rimbalzi: 23 vs Pittsburgh Pipers (2 febbraio 1968)
- Massimo di assist: 5 (2 volte)
- Massimo di palle rubate: 1 (3 volte)*
- Massimo di stoppate: 2 vs San Diego Conquistadors (26 dicembre 1973)*

(* tenendo conto dei dati ABA al momento disponibili e che le statistiche di queste categorie vennero registrate sistematicamente solo dalla stagione ABA 1973-1974)

#### Play-off
| Anno     | Squadra           | PG | PT | MP   | TC%  | 3P%  | TL%   | RP   | AP  | PRP | SP  | PP   |
| -------- | ----------------- | -- | -- | ---- | ---- | ---- | ----- | ---- | --- | --- | --- | ---- |
| 1968     | Dallas Chaparrals | 8  |    | 41,5 | 47,4 | 50,0 | 84,3  | 12,6 | 1,3 |     |     | 21,3 |
| 1969     | Dallas Chaparrals | 7  |    | 34,3 | 48,9 | 0,0  | 88,2  | 10,4 | 1,1 |     |     | 17,4 |
| 1970     | Dallas Chaparrals | 6  |    | 36,5 | 58,1 | 0,0  | 88,9  | 10,7 | 3,2 |     |     | 18,0 |
| 1971     | Texas Chaparrals  | 4  |    | 28,8 | 38,5 | 25,0 | 80,0  | 10,5 | 1,5 |     |     | 11,5 |
| 1972     | Utah Stars        | 9  |    | 18,7 | 52,9 | 16,7 | 100,0 | 5,8  | 1,0 |     |     | 4,7  |
| 1973     | Utah Stars        | 8  |    | 12,8 | 59,5 | 25,0 | 75,0  | 2,9  | 0,6 |     |     | 6,1  |
| 1974     | Utah Stars        | 9  |    | 10,9 | 31,0 | 22,2 | 75,0  | 2,3  | 0,6 | 0,0 | 0,2 | 2,6  |
| Carriera | Carriera          | 51 |    | 25,0 | 49,0 | 22,2 | 85,7  | 7,4  | 1,2 | 0,0 | 0,2 | 11,0 |

#### Massimi in carriera
Play-off
- Massimo di punti: 31 vs Houston Mavericks (26 marzo 1968)
- Massimo di rimbalzi: 18 vs Houston Mavericks (23 marzo 1968)
- Massimo di assist: 4 vs Indiana Pacers (19 aprile 1972)
- Massimo di palle rubate: 0*
- Massimo di stoppate: 2 vs New York Nets (6 maggio 1974)*

(* tenendo conto dei dati ABA al momento disponibili e che le statistiche di queste categorie vennero registrate sistematicamente solo dalla stagione ABA 1973-1974)

## Palmarès
- All-ABA Team: 2

Second Team: 1968, 1969
- ABA All-Star Game: 3

1968, 1969, 1970
- ABA All-Star Game MVP (1969)
- Trentesimo miglior marcatore di sempre ABA
- Ventesimo migliore rimbalzista di sempre ABA